# Döhler Wehe
Der Döhler Wehe ist ein Naturschutzgebiet in der niedersächsischen Gemeinde Großenkneten im Landkreis Oldenburg.

## Allgemeines
Das Naturschutzgebiet mit dem Kennzeichen NSG WE 299 ist knapp 70 Hektar groß. Es ist deckungsgleich mit dem gleichnamigen FFH-Gebiet. Nach Norden grenzt es an das Landschaftsschutzgebiet „Hegeler Wald, Döhler Wehe, Kahleberg, Scharpenberg“, das im Geltungsbereich der Naturschutzverordnung von dieser ersetzt wurde. Das Gebiet steht seit dem 13. Januar 2018 unter Naturschutz. Zuständige untere Naturschutzbehörde ist der Landkreis Oldenburg.

## Beschreibung
Das Naturschutzgebiet liegt nördlich von Großenkneten in etwa zwischen den Ortsteilen Huntlosen und Döhlen innerhalb des Naturparks Wildeshauser Geest. Es stellt einen naturnahen Eichen- und Buchenmischwald auf sandigen Standorten unter Schutz. Die Waldgesellschaften werden von Hainsimsen-Buchenwäldern und Sternmieren-Eichen-Hainbuchenwäldern gebildet. Sie verfügen über einen hohen Anteil an Altholz und Totholz. Das Gebiet ist überwiegend von Baum-Wallhecken umgeben.
Im Süden des Naturschutzgebietes verläuft die Sieke als naturnaher Geestbach mit naturnaher Ufervegetation.
Der Wald, der von mehreren Forstwegen durchzogen ist, dient auch der Naherholung. Er grenzt im Norden an Waldflächen des Hegeler Waldes, ansonsten ist er überwiegend von landwirtschaftlichen Nutzflächen umgeben. Im Westen und Osten grenzt das Waldgebiet an öffentliche Straßen.